# مذهب طبيعي ديني

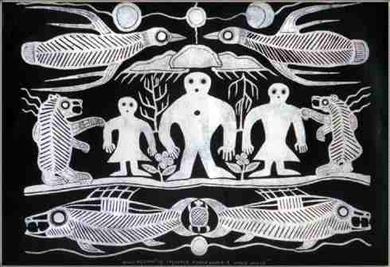

يجمع المذهب الطبيعي الديني بين ذهنية المذهب الطبيعي والمفاهيم والقيم المرتبطة عادة بالأديان. وهنا تفهم كلمة «ديني» بمعانيها العامة، بعيدا عن التقاليد الراسخة عند الإشارة إلى المشاعر والاهتمامات (مثل الامتنان و الدهشة والتواضع والتعاطف) التي توصف غالبا بأنها روحية أو دينية. وتشير «الطبيعية» إلى وجهة النظر بأن العالم الطبيعي هو كل ما نملكه من علل مثبتة وموجودة، ولا توجد علة مثبتة أخرى على وجود أي شيء آخر -كالآلهة- أو عمله بطريقة منفصلة عن النظام الطبيعي.
ومن مجالات البحث الأخرى محاولات فهم العالم الطبيعي والتضمينات الروحية والأخلاقية للمفاهيم الطبيعية؛ ويقوم هذا الفهم على المعرفة المأخوذة من البحث العلمي والأفكار الآتية من الإنسانيات والآداب. يستخدم الطبيعيين الدينيين وجهات النظر هذه في الاستجابة للتحديات الشخصية والاجتماعية (كإيجاد الهدف والتماس العدل وتقبل الموت) وفيما يتعلق بالعالم الطبيعي.

## الطبيعية
الطبيعية هي «الفكرة أو الاعتقاد بأن القوانين والقوى الطبيعية وحدها التي تؤثر في العالم (في مقابل ما وراء الطبيعية أو الروحية)».
إن جميع أشكال الطبيعية الدينية، بكونها تتبع المذهب الطبيعي في مفاهيمها الأساسية، تؤكد على أن العالم الطبيعي هو مركز أهم خبراتنا ومداركنا وبالتالي تعتبر الطبيعة القيمة النهائية في تقييم وجود الشخص. يشدد الطبيعيون الدينيون رغم اختلاف مساراتهم الثقافية والشخصية على الحاجة الإنسانية لمعنى وقيمة حياتهم. وهم يستفيدون من قناعتين أساسيتين في هذه المسائل وهما: الإحساس بغنى الطبيعة، وتعقدها المدهش وخصوبتها، وإدراك أن الطبيعة هي العالم الوحيد الذي يعيش فيه الناس خارج حياتهم؛ يُعتبر البشر أجزاء متداخلة مع الطبيعة.
يُعد العلم مكونا أساسيا ولا يمكن الاستغناء عنه في نموذج الطبيعية الدينية، إذ يعتمد على العلم السائد لتعزيز المفاهيم الدينية والروحية؛ فالعلم هو الأداة التفسيرية الرئيسية للطبيعية الدينية، لأن الطرق العلمية يعتقد بأنها تقدم الفهم الأكثر موثوقية للطبيعة والعالم بما فيها الطبيعة الإنسانية.
«يُسعى وراء الحقيقة لذاتها، ومن هم منشغلون بالبحث عن أي شيء لذاته لا يهمهم أشياء أخرى، فإيجاد الحقيقة صعب والطريق إليها وعر».
لهذا ليس الباحث عن الحقيقة أحدا يدرس كتابات القدماء ويضع ثقته بهم متبعا نزعته الطبيعية، بل هو الشخص الذي يشكك في إيمانه بهم ويرتاب فيما يجمعه منهم، إنه الشخص الذي يسلم إلى الجدل والبرهان، وليس إلى أقوال بشر طبيعتهم مليئة بكل أنواع العيوب والنواقص. وهكذا فواجب الرجل الذي يبحث كتابات العلماء إذا علم أن الحقيقة هدفه هو أن يجعل من نفسه عدوا لكل مايقرأ، وأن يعمل عقله في لب وهامش محتواها، وأن يهاجمها من كل صوب. يجب عليه أيضا أن يشك بنفسه حين قيامه بفحصها نقديا فيتجنب الانزلاق إلى التحيز أو التساهل.

## الدينية
يستخدم الطبيعيون الدينيون مصطلح «ديني» للإشارة إلى  اتجاه التقدير والاهتمام في مسائل كانت دوما أجزاءً من الأديان وهي تشمل:
- معنىً روحياً (الذي يمكن أن يشمل معنى بالغموض والحيرة أو مشاعر التوقير والخشية لنطاق وطاقة وجمال العالم الطبيعي).
- معنىً أخلاقياً (بالتعاطف والرغبة في العدل ومحاولة القيام بماهو صحيح، فيما يخص الناس الآخرين والكائنات الأخرى والبيئة الثقافية).

كمصدر لكل ما هو موجود وكسبب لكون الأشياء على ما هي عليه، يمكن أن يعتبر العالم الطبيعي أنه ذو أهمية قصوى.
وكما في التوجهات الدينية الأخرى، تشمل الطبيعية الدينية قصة مركزية، قصة خلق حديثة، لوصف أنفسنا ومكاننا من العالم؛ وهذا يبدأ من الانفجار العظيم وظهور المجرات والنجوم والكواكب والحياة، والتطور الذي أدى إلى وجود الكائنات البشرية. وفي حين يعطي هذا أفكارا عن من نحن وكيف أتينا إلى الوجود، ينظر الطبيعيون الدينيون إلى العالم الطبيعي (مصدر ذكائنا وميولنا) بحثا عن معلومات وأفكار يمكنها أن تساعدنا في فهم أسئلة هامة والإجابة عليها:
- لماذا نريد ما نريد؟
- لماذا نفعل ما نفعله؟
- ما الذي قد نحاول توجيه أنفسنا نحوه؟

وأن نحاول إيجاد طرق لتصغير المشاكل (في أنفسنا وفي عالمنا)، وأن نصبح عبيدا أفضل لأنفسنا، وأن نتصل بالآخرين والعالم الذي نحن جزء منه.
يقول رويال رو عند مناقشة الفرق بين الطبيعيين «الدينيين» والطبيعيين «القدماء الواضحين» (العلمانيين): «أعتبر الشخص الدين أو الروحاني هو من يتبنى الاهتمام النهائي».
أشار أنه بينما يهتم الطبيعيون «الواضحون القدماء» بالأخلاق وقد يكون لديهم أجوبة عاطفية لأسرار وعجائب العالم؛ أما هؤلاء الذين يطلقون على أنفسهم الطبيعيين الدينيين يتبنونها أكثر «إلى الصميم» ويظهرون اهتماما نشطا في هذا المجال.
وجدت المواضيع الأساسية في الطبيعية الدينية في مختلف الثقافات لقرون، لكن النقاش النشط مع استخدام هذا الاسم حديث. يقول زينو (343-262 ق.م، مؤسس الرواقية):
«كل الأشياء أجزاء من نظام واحد يدعى الطبيعة، وتشكل الفضيلة بإرادة تتوافق مع الطبيعة».
ويمكن رؤية الأفكار المتوافقة مع الطبيعية الدينية في نصوص الطاوية القديمة (مثال داو دي جينغ) وبعض الأفكار الهندوسية (إله مثل نيرغونا براهمان، إله بدون صفات). وقد تشاهد أيضا في الصور الغربية التي لا تركز على الأوجه المعلومة والشخصية للإله، كمفهوم توماس أكويناس عن الإله كفعل طاهر، وإله أوغستين بأنه ذاته، ومفهوم بول تيليك عن الإله بأنه أساس الوجود. وكما قال ويسلي وايلدمان، لطالما وجدت الأفكار المتوافقة مع الطبيغية الدينية كجزء في الجانب الخفي للتقاليد الدينية الرئيسية، غالبا بهدوء وأحيانا بعناصر صوفية أو تقاليد فكرية فرعية، من قبل الممارسين الذين لا تستهويهم الادعاءات ماوراء الطبيعية.